# Brina Bračko
Brina Bračko (7 januari 2000) is een sloveens volleybalster. Ze speelt als middenaanvaller.

## Sportieve successen

### Club
Beker van Slovenië:
- 2018, 2020

MEVZA Kampioenschap:
- 2019, 2020
- 2018

Slovenië Kampioenschap:
- 2018[1][2], 2019
- 2021